# Vesperus creticus
Vesperus creticus är en skalbaggsart som beskrevs av Ludwig Ganglbauer 1886. Vesperus creticus ingår i släktet Vesperus och familjen långhorningar. Inga underarter finns listade i Catalogue of Life.